# The Behemoth
The Behemoth är ett amerikanskt företag som tillverkar datorspel. Gruppen är känd för sitt första spel med titeln Alien Hominid som först släpptes som webbaserat flashspel, senare även släppt till Playstation 2, Gamecube, Xbox och Game Boy Advance.

## Ludografi
- Alien Hominid Flashspel, Playstation 2, Xbox, Gamecube, Game Boy Advance
- Alien Hominid HD Xbox 360
- Castle Crashers Xbox 360, Playstation 3, Microsoft Windows, Mac OS X
- BattleBlock Theater Xbox 360, Microsoft Windows, Mac OS X, Linux